# لیوه وسترا
لیوه وسترا (هلندی: Lieuwe Westra؛ زادهٔ ۱۱ سپتامبر ۱۹۸۲) دوچرخه‌سوار اهل هلند است.
از باشگاه‌هایی که در آن رکاب زده‌است می‌توان به تیم آستانه و تیم دوچرخه‌سواری وکانسولیل–دی‌سی‌ام اشاره کرد.